# Eberhard Nestle

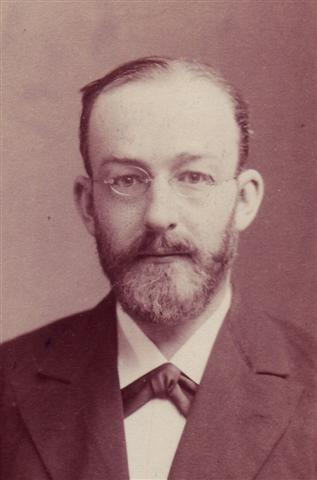
Eberhard Nestle.

Eberhard Nestle (nacido el 1 de mayo de 1851 en Stuttgart; fallecido el 9 de marzo de 1913 en la misma ciudad) fue un teólogo protestante y orientalista alemán.

## Biografía
Eberhard Nestle trabajó inicialmente en el ámbito del orientalismo y escribió, entre otras obras, una Gramática siríaca. En años posteriores, su interés se centró en la obtención de un texto bíblico establecido críticamente. Tras haberse formado y trabajar como profesor adjunto en el Seminario de Tubinga, fue profesor de instituto en Ulm, empleo que abandonó por una sustitución en una cátedra en la Universidad de Tubinga; después, fue profesor y, desde 1912, Ephorus en el Seminario de Maulbronn. En 1898, apareció en la Württembergischen Bibelanstalt de Stuttgart la edición de Nestle de la versión griega del Nuevo Testamento, elaborada y editada por él a partir de ediciones y manuscritos antiguos, bajo el título de Novum Testamentum Graece cum apparatu critico ex editionibus et libris manu scriptis collecto. La obra teológica estándar «Nestle-Aland» apareció ya desde 1993 en la 27ª edición.

## Obras
- Novum testamentum Graece post Eberhard et Erwin Nestle editione vicesima septima revisa communiter ed. Barbara Aland. .. Apparatum criticum novis curis elaboraverunt Barbara et Kurt Aland una cum Instituto Studiorum Textus Novi Testamenti Monasterii Westphaliae. Stuttgart, 2005 (ISBN 3-438-05115-X)